# Ilzstadt

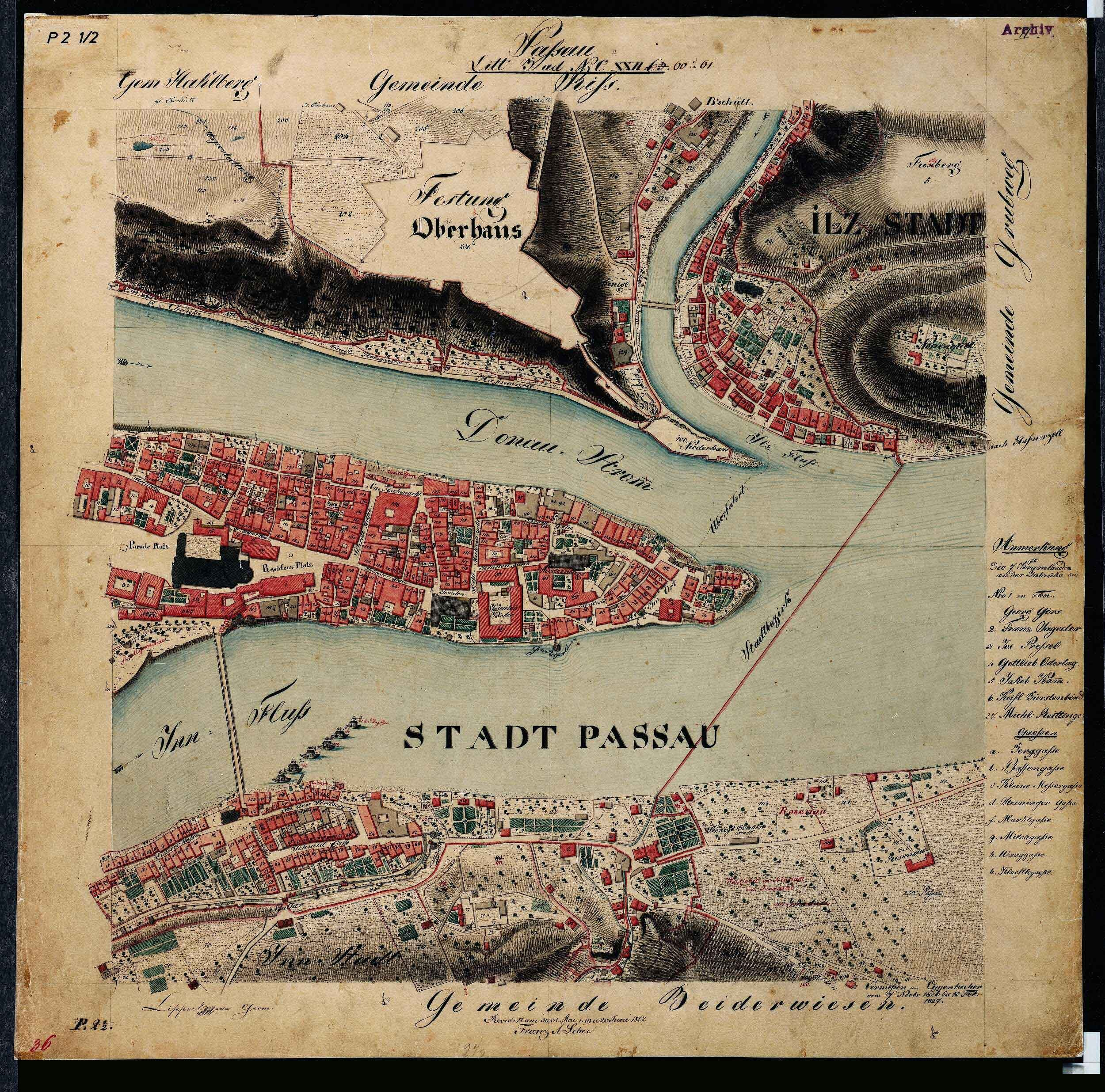
ILZ-STADT im Nordosten des historischen Kartenblatts

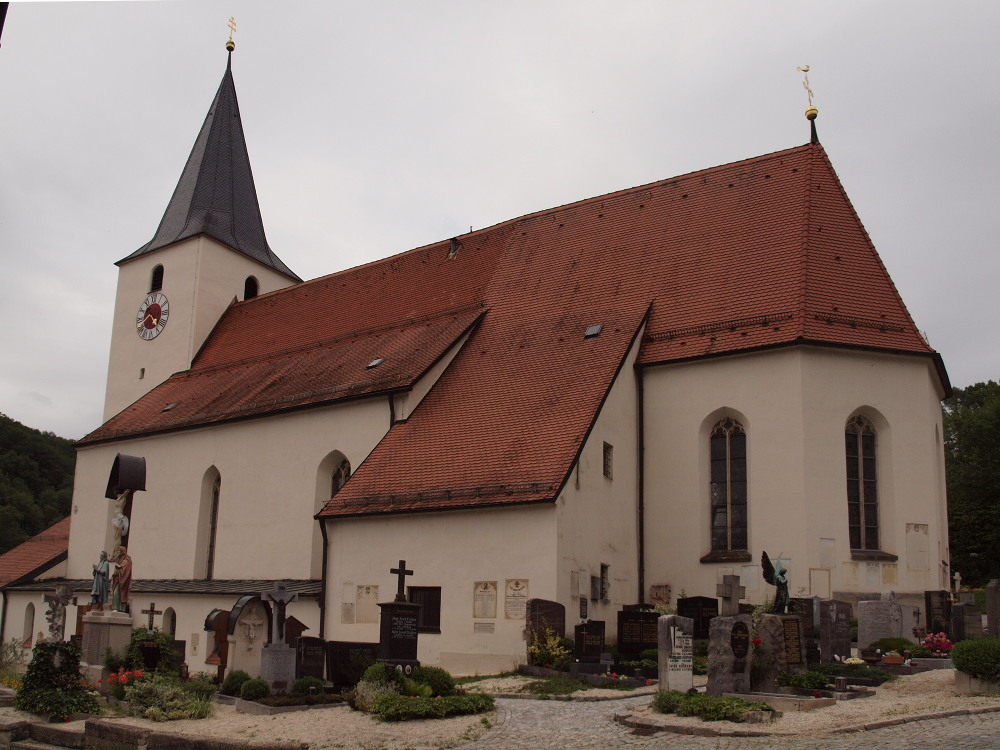
Die Pfarrkirche St. Bartholomäus

Die Ilzstadt ist ein nicht offizieller Ortsteil der kreisfreien Stadt Passau in Niederbayern, der heutzutage zum ehemaligen Stadtteil und heutigen Bürgerversammlungsgebiet Grubweg gehört.

## Lage
Die Ilzstadt liegt zu beiden Seiten der Ilz im Nordosten von Passau. Der Fluss wird von der Ilzbrücke (Verkehr stadteinwärts) und der Anton-Niederleuthner-Brücke (Verkehr stadtauswärts) überspannt. Die Passauer Altstadt ist über den Ilzdurchbruch für Autos oder den Georgsbergtunnel für Rad- und Fußverkehr und weiter über die Luitpoldbrücke zu erreichen. Seit der Wiedereröffnung dieser Hängebrücke 2018 nach einer grundlegenden Sanierung führt eine Einbahnstraße über die Brücke. Auf diesem Weg ist die Altstadt stadteinwärts nur noch für Linienbusse, Fahrräder und Fußgänger zu befahren, wohingegen andere Fahrzeuge einen Umweg über die Angerstraße (links der Donau) Schanzlbrücke in Kauf nehmen müssen. Von dort aus betrachtet ist die Innenstadt näher als die Altstadt gelegen.
Rechts der Ilz befindet sich, nördlich der Ilzbrücke (nicht zu verwechseln mit der Anton-Niederleuthner-Brücke), von Süden aus betrachtet, das Parkhaus Ilzbrücke sowie dahinter der Bschüttpark, der einen Spielplatz, ein kleines Basketballfeld, einen Fußballplatz, sowie einen Zeltplatz umfasst und über den das östliche Ilzufer zu erreichen ist. Im Norden des Bschüttparks befindet sich auch eine Kapelle.
Unmittelbar in Höhe der Ilzbrücke befindet sich die östliche Zufahrt zur Veste Oberhaus, einem überregional bekannten Ziel von Touristen, welche ein Museum und ein Lokal beherbergt. Diese Zufahrt weist eine Steigung von bis zu 22 % auf. Neben dieser befindet sich die Feuerwache des Löschzugs Ilzstadt der Freiwilligen Feuerwehr Passau.
Das nördliche Ende des Bschüttparks ist durch eine weitere, nur für Fußgänger und Fahrräder zugängliche Brücke über die Ilz markiert. Gegenüber des Bschüttparks, folglich links der Ilz, mündet in Höhe dieser Brücke der verrohrte Christdoblbach in den Fluss.

## Geschichte
Die Ilzstadt wurde um das Jahr 1150 erstmals urkundlich erwähnt. 1236 wurden auf einem Placitum in der Ilzstadt Grundsätze bezüglich der Befugnisse des Bischofs über den Besitz des Klosters Niedernburg festgelegt. Die bischöflichen Ministerialen wiesen 1256 unter dem Vorsitz des Bischofs in der Ilzstadt die später als Ilzstadt-Weistum bezeichneten Rechtssätze.
Die Ilzstadt war eines der drei historischen Stadtgedinge der Stadt Passau, neben dem Stadtgeding Passau und der Innstadt. 1257 wird mit Meinhalm von Watzmannsdorf der erste Ilzstadtrichter genannt. Das Ilzgericht entstand im Rahmen der Neuorganisation des Hochstifts nach der Übernahme des klösterlichen Territoriums von Kloster Niedernburg durch den Bischof. Bis zur Säkularisation in Bayern im Jahr 1803 hatte das Ilzstadtgericht Bestand. Der Zuständigkeitsbereich des Gerichtes beschränkte sich auf den Burgfrieden der Ilzstadt, der sich entlang des Flusses hinzog. Die Judenfreiung, ein flacher Uferstrich an der Ilz, gehörte nicht zum Bereich der Ilzstadt, sondern zum Landgericht Oberhaus. Nach einem angeblichen Hostienfrevel im Jahr 1478 wurden die dortigen Juden aus Passau vertrieben.
Anfang des 15. Jahrhunderts erhielt die Ilzstadt eine eigene Stadtmauer. 1412 und 1482 verursachten Brände große Bauschäden. Im Jahr 1482 gipfelte der Streit um das Passauer Bischofsamt zwischen Friedrich Mauerkircher und Georg Hessler in einer Beschießung der Ilzstadt von der Veste Oberhaus aus. Das Hochwasser von 1501 richtete ebenfalls große Schäden an.
Die Ilzstadt bildete den Ausgangsort des Goldenen Steiges. Hier wurden die Säumer über die Donau gesetzt, untergebracht und verpflegt. Im Jahr 1595 sind 15 Gastwirtschaften belegt, 1605 23, 1614 19. Spätestens zu Beginn des 16. Jahrhunderts ließen sich auch zahlreiche Hafner in der Ilzstadt nieder.
Nach dem Reichsdeputationshauptschluss von 1803 fiel die Ilzstadt nicht wie der größte Teil des Hochstifts an das neu gebildete Kurfürstentum Salzburg, sondern gelangte mit Passau sogleich an den Kurfürsten von Pfalz-Bayern und damit zum späteren Königreich Bayern. Bei der Bildung der Steuerdistrikte erhielt die Ilzstadt den Status einer Sektion im Steuerdistrikt Passau. Bis zur Gebietsreform in Bayern mit der Eingliederung der Gemeinden Hacklberg und Grubweg im Jahr 1972 blieb die Ilzstadt ein Vorposten Passaus am Nordufer der Donau. 1869 wurde direkt am Ilzdurchbruch der Kettensteg über die Donau gebaut, der für Fußgänger einen direkten Weg in die Altstadt ermöglichte. Dieser wurde später durch die Luitpoldbrücke ersetzt.
Bis in das 20. Jahrhundert besaß die Ilzstadt ein von ihrer früheren Geschichte geprägtes, pittoreskes Ortsbild. 1937/38 wurden im Zuge der Verbreiterung der Freyunger Straße am Ilzufer die ersten Gebäude abgerissen. 1956, zwei Jahre nach dem Hochwasser von 1954, drängten 21 Hausbesitzer von der Obernzeller Straße (heutige B 388) in einer Erklärung den Stadtrat zum Handeln. Am 22. Juli 1959 fasste der Stadtrat den Grundsatzbeschluss über die Hochwasserfreilegung der Ilzstadt, ein Projekt, das zusammen mit dem mehrspurigen Ausbau der Obernzeller Straße ab 1963 die Ilzstadt grundlegend veränderte. Bis 1975 wurden 59 Häuser entlang der Ilz abgerissen, darunter 48 im Kern wahrscheinlich noch spätmittelalterlich-frühneuzeitliche. 31 Gebäude wurden neu errichtet.
Seit 2018 wird das unter Denkmalschutz stehende, bis auf 1617 zurückreichende Wirtshaus Zur Fels’n umfangreich erhalterisch saniert.

## Kultur und Sehenswürdigkeiten
- Pfarrkirche St. Bartholomäus. Die schlichte Landkirche hat einen romanischen Turmbau und ein spätgotisches Langhaus aus dem 15. Jahrhundert.[2]
- Salvatorkirche. Die Kirche am rechten Ilzufer wurde ab 1479 als Sühnekirche nach einem angeblichen Hostienfrevel errichtet und ist heute profaniert.
- Haferlfest. Das Volksfest wird seit 1887 gefeiert.